# Przemysław Gorzelak
Przemysław Gorzelak (ur. w 1984 r. w Tychach) – polski paleobiolog, badacz szkarłupni.

## Elementy biografii
W 2008 ukończył studia na Uniwersytecie Śląskim. Jego dalsza kariera zawodowa związana jest z Instytutem Paleobiologii PAN, gdzie w 2012 uzyskał doktorat na podstawie rozprawy przygotowanej pod kierunkiem Jarosława Stolarskiego, a w 2019 – habilitację. W kadencji 2019–2024 był członkiem Akademii Młodych Uczonych PAN.

## Osiągnięcia naukowe

### Znaczenie w historii nauki

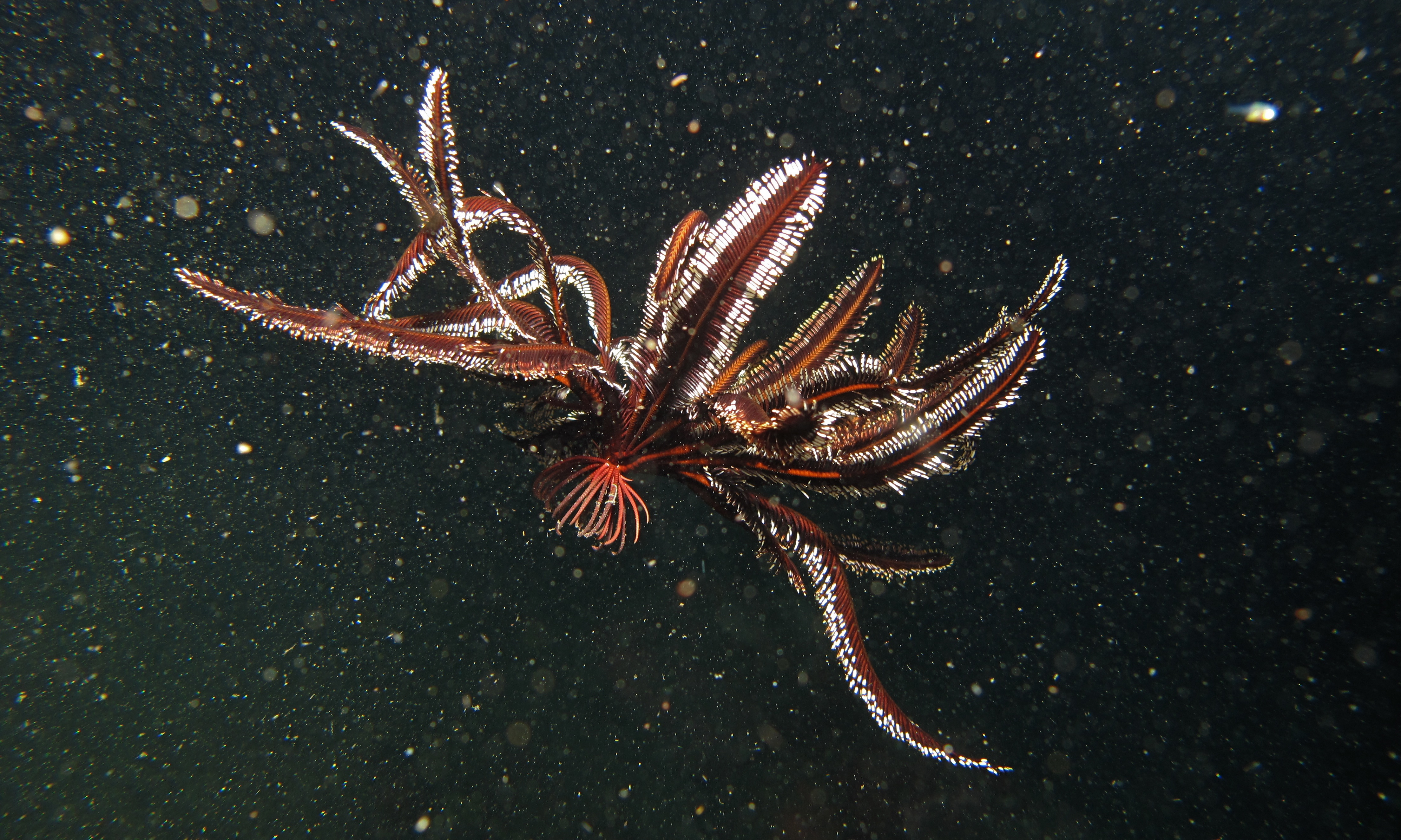
Współczesny mobilny liliowiec, przedstawiciel rzędu Comatulida

Przedmiotem badań Gorzelaka są przede wszystkim liliowce mezozoiczne oraz biomineralizacja szkarłupni. Wykazał on związek między mezozoiczną radiacją jeżowców i zwiększaniem się intensywności ich drapieżnictwa z jednej strony a trendami ewolucyjnymi liliowców (przejściem do ruchomego trybu życia albo wycofaniem się go głębokowodnych refugiów) z drugiej. Dzięki zastosowaniu elastycznego robota przedstawił rekonstrukcję sposobu lokomocji ordowickiego blastoida Pleurocystites. Opisał (we współautorstwie) nowe rodzaje mezozoicznych liliowców: Ancepsicrinus Salamon & Gorzelak, 2010 (oksford–tyton), Ascidicrinus Hess, Salamon & Gorzelak, 2011 (przełom jury i kredy) oraz Ausichicrinites Salamon, Jain, Brachaniec, Duda, Płachno & Gorzelak, 2022 (tyton). Jest współautorem powstającej rewizji tomu T (Crinoidea) Treatise on Invertebrate Paleontology.

### Wybrane publikacje
- Predator-induced macroevolutionary trends in Mesozoic crinoids (Gorzelak et al., 2012)[9]
- Micro- to nanostructure and geochemistry of extant crinoidal echinoderm skeletons (Gorzelak et al., 2012)[7]
- Jeżowce kontra liliowce (2013)[15]
- Biostratigraphic value of Mesozoic crinoids (Salamon, Ferré & Gorzelak, 2019)[6]
- A Devonian crinoid with a diamond microlattice (Gorzelak et al., 2023)[8]